# Bezirk Bóbrka

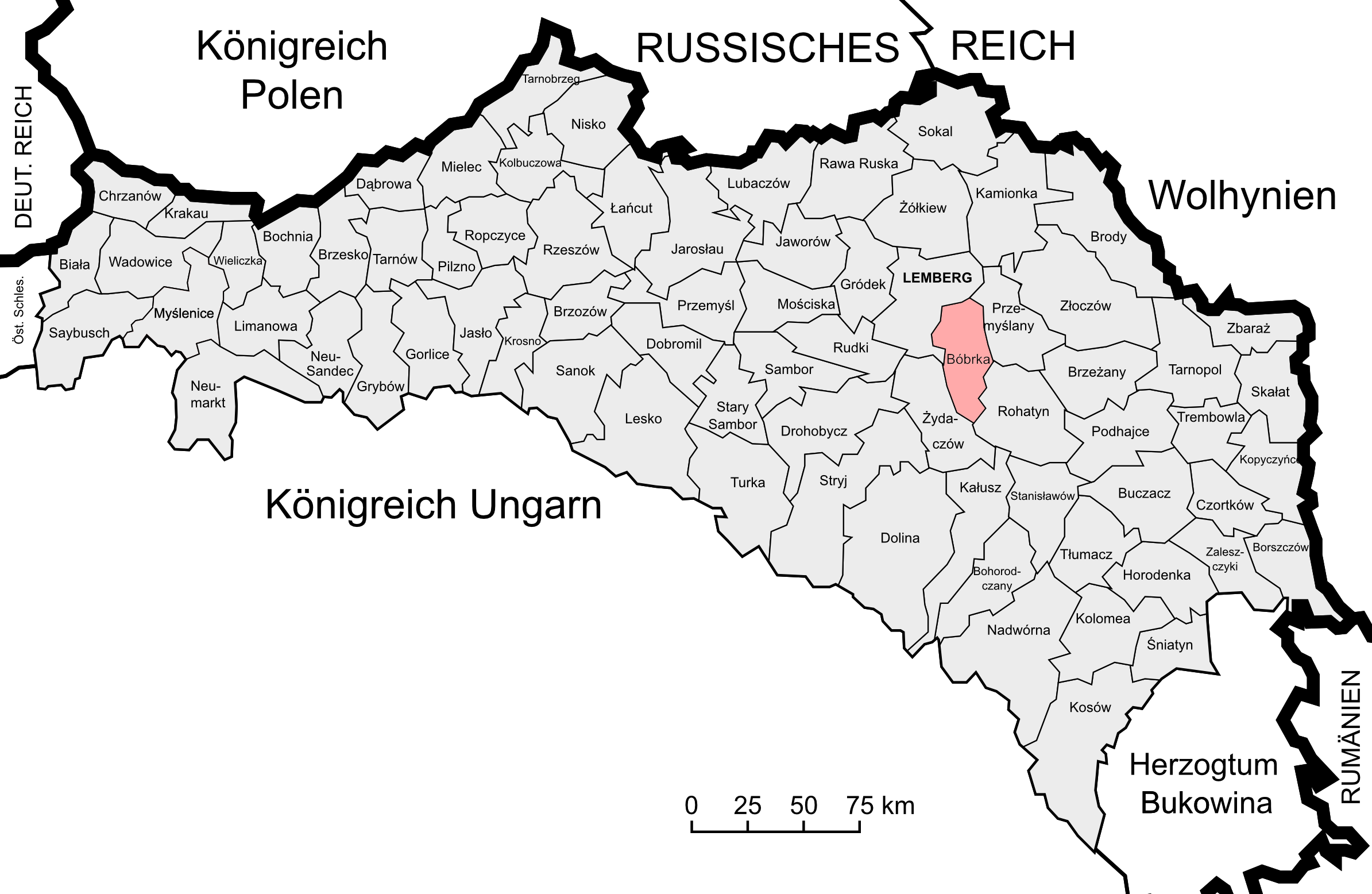
Lage des Bezirks Bóbrka im Kronland Galizien und Lodomerien

Der Bezirk Bóbrka war ein politischer Bezirk im Kronland Galizien und Lodomerien. Sein Gebiet umfasste Teile Ostgaliziens in der heutigen Westukraine (Oblast Lwiw, Rajon Peremyschljany sowie Rajon Schydatschiw, Rajon Pustomyty und Rajon Mykolajiw). Sitz der Bezirkshauptmannschaft war die Stadt Bóbrka. Im November 1918 war der Bezirk nach dem Zusammenbruch der Donaumonarchie am Ende des Ersten Weltkriegs kurzzeitig Teil der Westukrainischen Volksrepublik.
Er grenzte im Nordwesten und Norden an den Bezirk Lemberg, im Nordosten an den Bezirk Przemyślany, im Südosten an den Bezirk Rohatyn sowie im Südwesten und Westen an den Bezirk Żydaczów.

## Geschichte
Nachdem die Kreisämter Ende Oktober 1865 abgeschafft wurden und deren Kompetenzen auf die Bezirksämter übergingen, schuf man nach dem Österreichisch-Ungarischen Ausgleich 1867 auch die Einteilung des Landes in zwei Verwaltungsgebiete ab. Zudem kam es im Zuge der Trennung der politischen von der judikativen Verwaltung zur Schaffung von getrennten Verwaltungs- und Justizbehörden. Während die gerichtliche Einteilung weitgehend unberührt blieb, fasste man Gemeinden mehrerer Gerichtsbezirke zu Verwaltungsbezirken zusammen.
Der neue politische Bezirk Bóbrka wurde aus folgenden Bezirken gebildet:
- Bezirk Bóbrka (mit 41 Gemeinden)
- Bezirk Chodorów (mit 45 Gemeinden)
- Teilen des Bezirks Żurawno (Gemeinden Bortniki, Czeremehów, Holeszów mit Łapszyn, Uruskie, Wierzbica)

Der Bezirk Bóbrka bestand bei der Volkszählung 1910 aus 95 Gemeinden sowie 84 Gutsgebieten und umfasste eine Fläche von 890 km². Hatte die Bevölkerung 1900 noch 79.390 Menschen umfasst, so lebten hier 1910 88.527 Menschen. Auf dem Gebiet lebten dabei mehrheitlich Menschen mit ruthenischer Umgangssprache (70 %) und griechisch-katholischem Glauben, Juden machten rund 11 % der Bevölkerung aus.

## Ortschaften
Auf dem Gebiet des Bezirks bestanden 1910 Bezirksgerichte in Bóbrka und Chodorów, diesen waren folgende Orte zugeordnet:
Gerichtsbezirk Bóbrka:
- Bakowce
- Berteszów
- Stadt Bóbrka
- Borusów
- Bryńce Cerkiewne
- Bryńce Zagórne
- Budków
- Chlebowice Wielkie
- Choderkowce
- Czyżyce
- Dziewiętniki
- Dźwinogród
- Ernsdorf
- Horodysławice
- Hryniów
- Hucisko
- Jatwięgi
- Kocurów
- Kołohury
- Łanki Małe
- Łany
- Łopuszna
- Lubeszka
- Mikołajów
- Mühlbach
- Olchowiec
- Pietniczany
- Podhorodyszcze
- Podjarków
- Podmanasterz
- Podsosnów
- Rehfeld
- Repechów
- Romanów
- Sarniki
- Siedliska
- Sokołówka
- Stare Sioło
- Stoki
- Strzałki
- Suchodół bestehend aus den Ortsteilen Huta Suchodolska und Suchodół
- Szołomyja
- Trybuchowce
- Wodniki
- Wołoszczyzna
- Wołowe
- Wybranówka
- Żabokruki

Gerichtsbezirk Chorodów:
- Borodczyce
- Bortniki
- Borynicze
- Markt Brzozdowce
- Bukawina
- Markt Chodorów
- Czartorya
- Czeremchów
- Demidów bestehend aus den Ortsteilen Demidów und Mołotów
- Dobrowlany
- Drohowycze
- Duliby
- Hołdowice
- Horodyszcze Cetnarskie
- Horodyszcze Królewskie
- Hranki bestehend aus den Ortsteilen Hranki und Kuty
- Hrusiatycze
- Juszkowce
- Kalinówka
- Kniesioło
- Laszki Dolne
- Laszki Górne
- Leszczyn
- Łuczany
- Mołodyńcze
- Nowosielce
- Oryszkowce
- Ostrów
- Ottyniowice
- Podhorce
- Podliski
- Podniestrzany
- Ruda
- Stańkowce
- Markt Strzeliska Nowe
- Strzeliska Stare
- Suchrów
- Turzanowce
- Wierzbica
- Wołczatycze
- Zagóreczko
- Zaleśce
- Żyrawa